# 克羅伊登 (昆士蘭州)
克羅伊登（英語：Croydon）是澳大利亞昆士蘭州的一個小鎮。根據2006年的人口統計，整個市鎮連同周邊地區，只有人口255人。

## 歷史
克羅伊登位於凯恩斯以西562 km，建立於19世紀後期的淘金熱。克羅伊登本來只是一個面積約5,000 km²的教牧區，於1880年代開始有人移居。當1885年及1887年在當地發現金礦後，市鎮的人口上升至7,000人。在往後的四十年，產金業都是當地的經濟命脈，而克羅伊登亦是整個昆士蘭的第四大市鎮。但當採金愈來愈困難，當一個又一個礦金離開當地，澳大利亞的採礦監理（The Mining Warden）亦於1926年撤出克羅伊登，標誌着當地採金業的結束。
在淘金熱潮褪去後，克羅伊登的人口迅速減少，跌至只有數百人。然而，這並未有打擊克羅伊登，在1950年 Nevil Shute 所發表的小說《A Town Like Alice》中，克羅伊登這個被廢棄的淘金小鎮，被描繪得像《愛麗絲夢遊仙境》一樣的境地，因此開展了這個小鎮的旅遊業生命。
2009年2月，由於熱帶熱旋的影響，昆士蘭州洪水泛濫，遠離海岸的克羅伊登亦受到影響，估計當地的損失高達5百萬澳元。

## 交通
- 有鐵路運輸Gulflander連接以西約200公里的諾曼頓，始建於1891年淘金熱時，但現時改由Traveltrain營運，以服務遊客為主。

## 外部連結
- University of Queensland: Queensland Places: Croydon and Croydon Shire（页面存档备份，存于）